# Altermedia
Altermedia era un portal de Internet neonazi internacional. La rama alemana, una plataforma de Internet diseñada como un blog, fue prohibida por el Ministerio Federal del Interior 13 años después de que entró en funcionamiento en enero de 2016. Según la protección de la Constitución de Mecklemburgo-Pomerania Occidental, se trataba de un «portal de noticias de Internet de extrema derecha importante a nivel nacional». Se dice que el sitio alemán recibió alrededor de cinco millones de visitas al año.

## Contenido

### Internacional
La plataforma, originaria de Francia, tenía un sitio web internacional. La página principal está en los Estados Unidos por los negadores del Holocausto y el exmiembro principal del Ku Klux Klan, David Duke. El sitio web alemán Altermedia se puso en línea a principios de 2003 y también reflejaba el contenido de stoertebeker.net, que se creó en 1997. Había portales temporales para Suiza y Austria. La página principal se ha vaciado desde septiembre de 2013; solo hay una subpágina común para Francia y Bélgica en francés.

### Altermedia Alemania
Según su propia información, el portal está dirigido a diversos grupos de interés en Alemania. Se presentó como una “prensa alternativa” para todos los que “no tienen lobby ”. La plataforma intentó vincularse con la tradición correspondiente de nuevos movimientos sociales y se orientó (también ópticamente) al portal Indymedia , que, de acuerdo con la protección de la constitución, es utilizado principalmente por el movimiento crítico de la globalización y también por personas autónomas. que están dispuestos a usar la violencia.
En el sitio web se publicaron las aportaciones del propio operador, así como mensajes extraídos de otras fuentes que fueron encasillados y comentados ideológicamente . Según la Oficina para la Protección de la Constitución, el objetivo era “crear un contrapúblico desde un punto de vista de extrema derecha”. Los mensajes publicados y los comentarios de los usuarios reflejaban una agenda de derecha , con la continua difusión de propaganda antisemita , contenido racista y que niega el Holocausto. El gobierno del estado de Mecklemburgo-Pomerania Occidental manifestó que se conocía que “en los artículos y comentarios se hace patente una actitud antisemita radical y neonacionalista socialista del responsable y los comentaristas”. A diferencia de Indymedia, Altermedia no permitió contribuciones no moderadas de los usuarios del portal.
Altermedia fue muy apreciado dentro de la escena neonazi, pero aún controvertido y fue particularmente rechazado por el partido NPD porque el papel de liderazgo del NPD dentro del extremismo de derecha alemán se discutió críticamente y se hicieron públicas las disputas internas del partido y los chismes. Proteccionistas constitucionales, periodistas y científicos obtuvieron una gran cantidad de información sobre hechos internos dentro del escenario extremista de derecha.